# Conrad Meit

Judit de Conrad Meit.

Conrad Meit (Worms, c. 1480 - Anvers, 1550-1551) és un escultor renaixentista de l'escola flamenca.
Va treballar per a Margarida d'Àustria, a la seva cort a Malines. Li va encarregar els mausoleus per al seu marit Filibert II de Savoia, la seva mare Maria de Borgonya i el propi d'ella, a l'església de Brou de Bourg-en-Bresse. Com va ser força corrent en aquella època els monuments es van elaborar, amb la representació dels personatges en actitud jacent normal i en «transi», on es representava el difunt al moment de la transició en forma d'esquelet o amb una gran demacració al seu aspecte.
Es troba una bella escultura de la Mare de Déu amb l'Infant guardada al tresor de la catedral de Sant Miquel i Santa Gúdula de Brussel·les, i al Museu de Gruuthuse de Bruges es conserva un bust-retrat del jove Carles V modelat en terracota. Va realitzar gran quantitat de petites estàtues en bronze o fusta de boix, amb uns nus suaus molt pròxims a l'estètica de Lucas Cranach, com les figures d'Adam i Eva o la Judit, aquesta última realitzada en alabastre.